# Dinamo Gorki
Dinamo Gorki (ros. Футбольный клуб «Динамо» Горький, Futbolnyj Kłub "Dinamo" Gorkij) – rosyjski klub piłkarski z siedzibą w mieście Gorki.

## Historia
Chronologia nazw:
- ???—???: Dinamo Gorki (ros. «Динамо» Горький)

Piłkarska drużyna Dinamo została założona w mieście Gorki.
W 1936 i 1937 zespół startował w rozgrywkach Pucharu ZSRR.
Jesienią 1936 debiutował w Grupie G Mistrzostw ZSRR, w której zajął 4. miejsce i awansował w Grupie W.
W 1946 ponownie startował w Trzeciej Grupie, strefie Nadwołżańskiej, ale potem występował w rozgrywkach lokalnych.
Dopiero w 1968 przystąpił do rozgrywek w Klasie B, rosyjskiej strefie 1, a w następnym sezonie 1969 zajął drugie miejsce w grupie oraz drugie miejsce w turnieju finałowych. Jednak w 1970 po kolejnej reformie systemu lig ZSRR dla klubu nie znalazło się miejsca w ligach.
Później już nie uczestniczył w rozgrywkach na poziomie profesjonalnym, a występował w turniejach lokalnych, dopóki nie przestał istnieć.

## Sukcesy
- 2. miejsce w Klasie B ZSRR, turnieju finałowym: 1969
- 1/16 finału Pucharu ZSRR: 1936, 1937